# Hamma Bouziane
Hamma Bouziane är en ort i Algeriet.   Den ligger i provinsen Constantine, i den norra delen av landet, 300 km öster om huvudstaden Alger. Hamma Bouziane ligger 479 meter över havet och antalet invånare är 63 012.
Terrängen runt Hamma Bouziane är huvudsakligen kuperad, men åt nordväst är den platt. Runt Hamma Bouziane är det tätbefolkat, med 411 invånare per kvadratkilometer. Närmaste större samhälle är Constantine, 5,5 km söder om Hamma Bouziane. Runt Hamma Bouziane är det i huvudsak tätbebyggt.